# Джулмис, Вуд
Вуд Питер Джулмис (англ. Wood Peter Julmis; род. 28 мая 2001, Нассау) — багамский футболист, нападающий команды «Университет Багамских Островов» и национальной сборной Багам.
В составе сборной Багамских Островов участник Лиги наций КОНКАКАФ, отборочных турниров к чемпионатам мира 2022 и 2026 гг.
В 2019 году выиграл чемпионат Багамских Островов (BFA Senior League) в составе команды «Дайнамос», сделав хет-трик в финале соревнования против команды «Кавальер». В 2022 году выступал в США за студенческую команду «Истерн Оклахома Стейт Колледж Маунтинирс», выиграв с ней турнир NJCAA Region 2 Tournament.

## Статистика

### Список матчей за сборную
| Матчи и голы Вуда Юлмиса за сборную Багамских островов | Матчи и голы Вуда Юлмиса за сборную Багамских островов | Матчи и голы Вуда Юлмиса за сборную Багамских островов | Матчи и голы Вуда Юлмиса за сборную Багамских островов | Матчи и голы Вуда Юлмиса за сборную Багамских островов | Матчи и голы Вуда Юлмиса за сборную Багамских островов |
| №                                                      | Дата                                                   | Соперник                                               | Счёт                                                   | Голы Юлмиса                                            | Турнир                                                 |
| ------------------------------------------------------ | ------------------------------------------------------ | ------------------------------------------------------ | ------------------------------------------------------ | ------------------------------------------------------ | ------------------------------------------------------ |
| 1                                                      | 27 марта 2021                                          | Сент-Китс и Невис                                      | 0:4                                                    | —                                                      | Отборочные матчи ЧМ-2022                               |
| 2                                                      | 30 марта 2021                                          | Гайана                                                 | 0:4                                                    | —                                                      | Отборочные матчи ЧМ-2022                               |
| 3                                                      | 5 июня 2021                                            | Тринидад и Тобаго                                      | 0:0                                                    | —                                                      | Отборочные матчи ЧМ-2022                               |
| 4                                                      | 5 июня 2021                                            | Гваделупа                                              | 0:2                                                    | —                                                      | Отборочные матчи Золотого кубка КОНКАКАФ 2021          |
| 5                                                      | 26 марта 2022                                          | Сен-Мартен                                             | 0:2                                                    | —                                                      | Товарищеский матч                                      |
| 6                                                      | 12 мая 2022                                            | Теркс и Кайкос                                         | 4:2                                                    | 64′                                                    | Товарищеский матч                                      |
| 7                                                      | 14 мая 2022                                            | Теркс и Кайкос                                         | 1:2                                                    | 65′                                                    | Товарищеский матч                                      |
| 8                                                      | 3 июня 2022                                            | Сент-Винсент и Гренадины                               | 1:0                                                    | —                                                      | Лига наций КОНКАКАФ 2022/23                            |
| 9                                                      | 6 июня 2022                                            | Тринидад и Тобаго                                      | 0:1                                                    | —                                                      | Лига наций КОНКАКАФ 2022/23                            |
| 10                                                     | 10 июня 2022                                           | Никарагуа                                              | 0:2                                                    | —                                                      | Лига наций КОНКАКАФ 2022/23                            |
| 11                                                     | 13 июня 2022                                           | Никарагуа                                              | 0:4                                                    | —                                                      | Лига наций КОНКАКАФ 2022/23                            |
| 12                                                     | 24 марта 2023                                          | Тринидад и Тобаго                                      | 0:3                                                    | —                                                      | Лига наций КОНКАКАФ 2022/23                            |
| 13                                                     | 27 марта 2023                                          | Сент-Винсент и Гренадины                               | 1:1                                                    | —                                                      | Лига наций КОНКАКАФ 2022/23                            |
| 14                                                     | 9 сентября 2023                                        | Пуэрто-Рико                                            | 1:6                                                    | —                                                      | Лига наций КОНКАКАФ 2023/24                            |
| 15                                                     | 12 сентября 2023                                       | Гайана                                                 | 2:3                                                    | 39′ (пен.), 86′ (пен.)                                 | Лига наций КОНКАКАФ 2023/24                            |
| 16                                                     | 14 октября 2023                                        | Антигуа и Барбуда                                      | 1:4                                                    | 62′                                                    | Лига наций КОНКАКАФ 2023/24                            |
| 17                                                     | 21 ноября 2023                                         | Пуэрто-Рико                                            | 1:6                                                    | —                                                      | Лига наций КОНКАКАФ 2023/24                            |
| 18                                                     | 8 июня 2024                                            | Тринидад и Тобаго                                      | 1:7                                                    | 87′                                                    | Отборочные матчи ЧМ-2026                               |
| 19                                                     | 11 июня 2024                                           | Сент-Китс и Невис                                      | 0:1                                                    | —                                                      | Отборочные матчи ЧМ-2026                               |
| 20                                                     | 4 сентября 2024                                        | Американские Виргинские Острова                        | 3:3                                                    | 37′                                                    | Лига наций КОНКАКАФ 2024/25                            |
| 21                                                     | 7 сентября 2024                                        | Барбадос                                               | 2:3                                                    | —                                                      | Лига наций КОНКАКАФ 2024/25                            |
| 22                                                     | 12 октября 2024                                        | Американские Виргинские Острова                        | 3:1                                                    | —                                                      | Лига наций КОНКАКАФ 2024/25                            |
| 23                                                     | 15 октября 2024                                        | Барбадос                                               | 2:6                                                    | —                                                      | Лига наций КОНКАКАФ 2024/25                            |

Итого: 23 матча / 7 голов; 3 победы, 3 ничьих, 17 поражений.